# Граф Рассел
Граф Рассел из Кингстона Рассела в графстве Дорсет (англ. Earl Russell) — наследственный титул в системе Пэрства Соединённого королевства.

## История

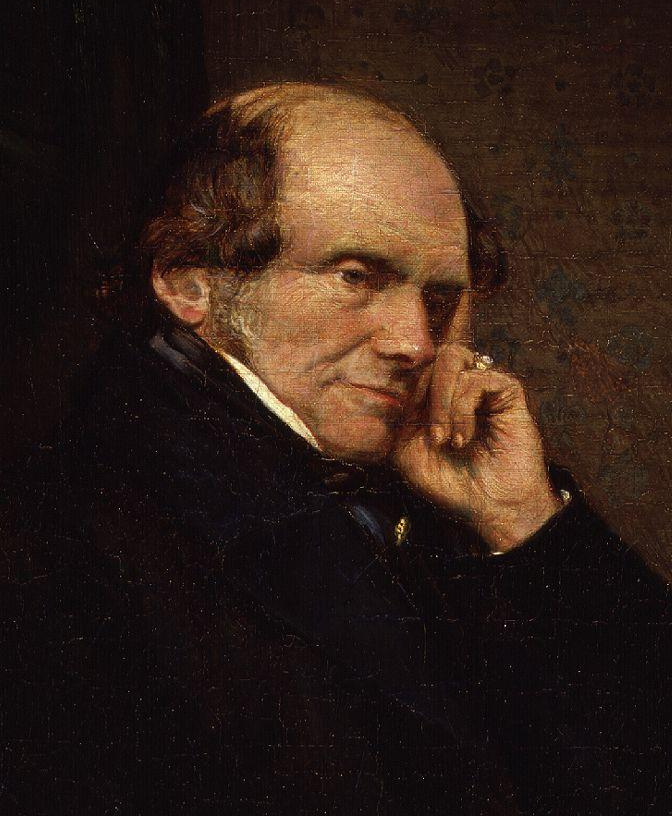
Джон Рассел, 1-й граф Рассел (1792—1878)

Титул графа Рассела был создан 30 июля 1861 года для выдающегося либерального политика Лорда Джона Рассела (1792—1878). Он занимал посты министра внутренних дел (1835—1839), министра иностранных дел (1852—1853, 1859—1865) и премьер-министра Великобритании (1846—1852, 1865—1866). Вместе с графским титулом он получил титул виконта Амберли из Амберли в графстве Глостершир и Ардсалла в графстве Мит. Член знатного рода Расселов, третий сын Джона Рассела, 6-го герцога Бедфорда.

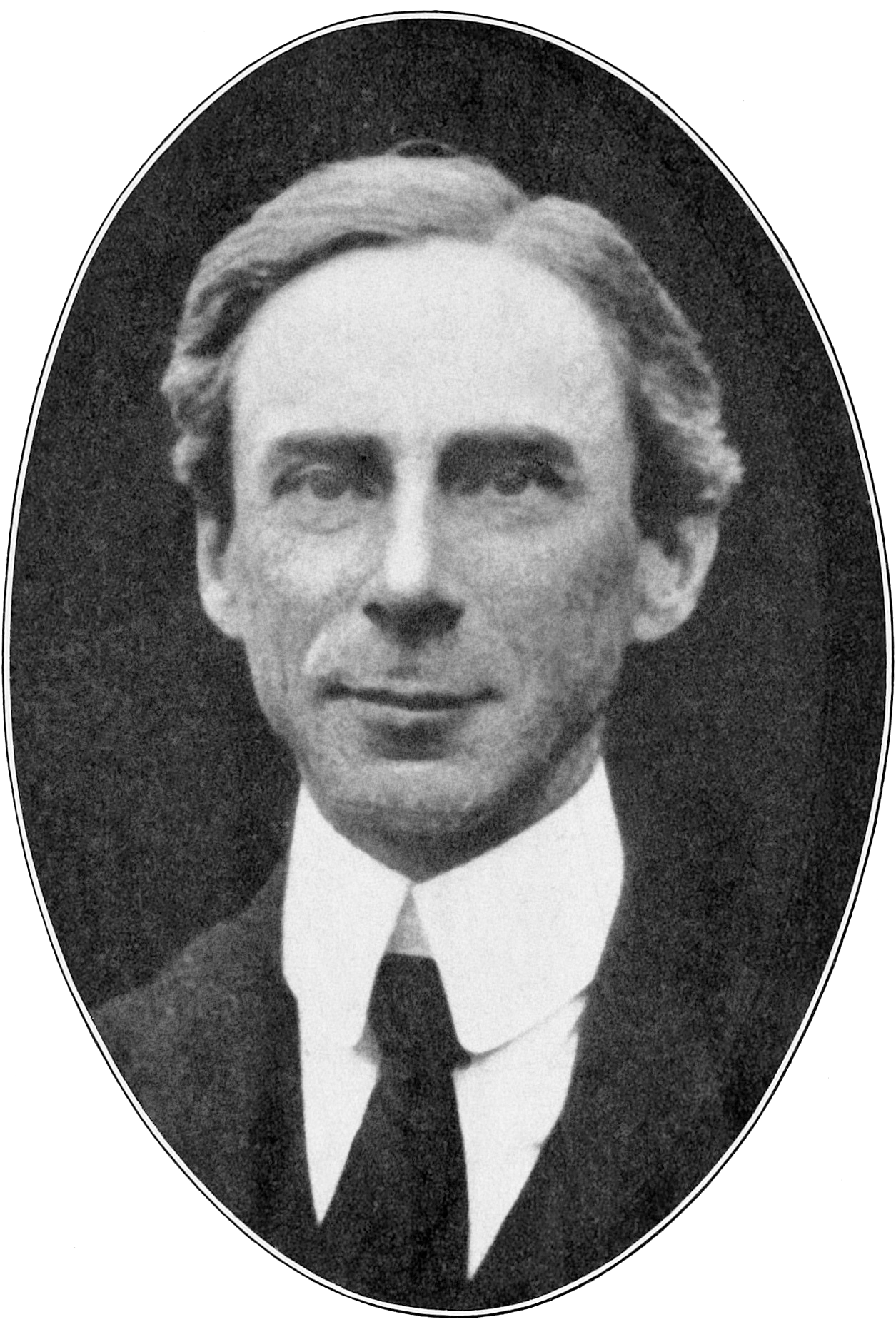
Бертран Рассел, 3-й граф Рассел (1872—1970)

В 1878 году ему наследовал его внук, Джон Фрэнсис Стэнли Рассел, 2-й граф Рассел (1865—1931), старший сын Джона Рассела, виконта Амберли (1842—1876). Он был одним из первых пэров, вступивших в ряды лейбористской партии. В правительстве Рамсея Макдональда он занимал пост заместителя государственного секретаря по делам Индии (1929—1931). Он скончался бездетным, графский титул получил в 1931 году его младший брат, Бертран Рассел, 3-й граф Рассел (1872—1970), знаменитый философ и лауреат Нобелевской премии. Его преемником в 1970 году стал его старший сын, Джон Конрад Рассел, 4-й граф Рассел (1921—1987). Ему наследовал его единокровный брат, Конрад Рассел, 5-й граф Рассел (1937—2004). Он был известным историком и политиком. Лорд Рассел заседал в Палате лордов от либеральной партии и был одним из 90 избранных наследственных пэров, которые сохранили свои места в Палате лордов после принятия Акта о пэрах 1999 года.
По состоянию на 2014 год, обладателем графского титула являлся его младший сын, Джон Фрэнсис Рассел, 7-й граф Рассел (род. 1971), который наследовал старшему брату в 2014 году.

## Графы Рассел (1861)

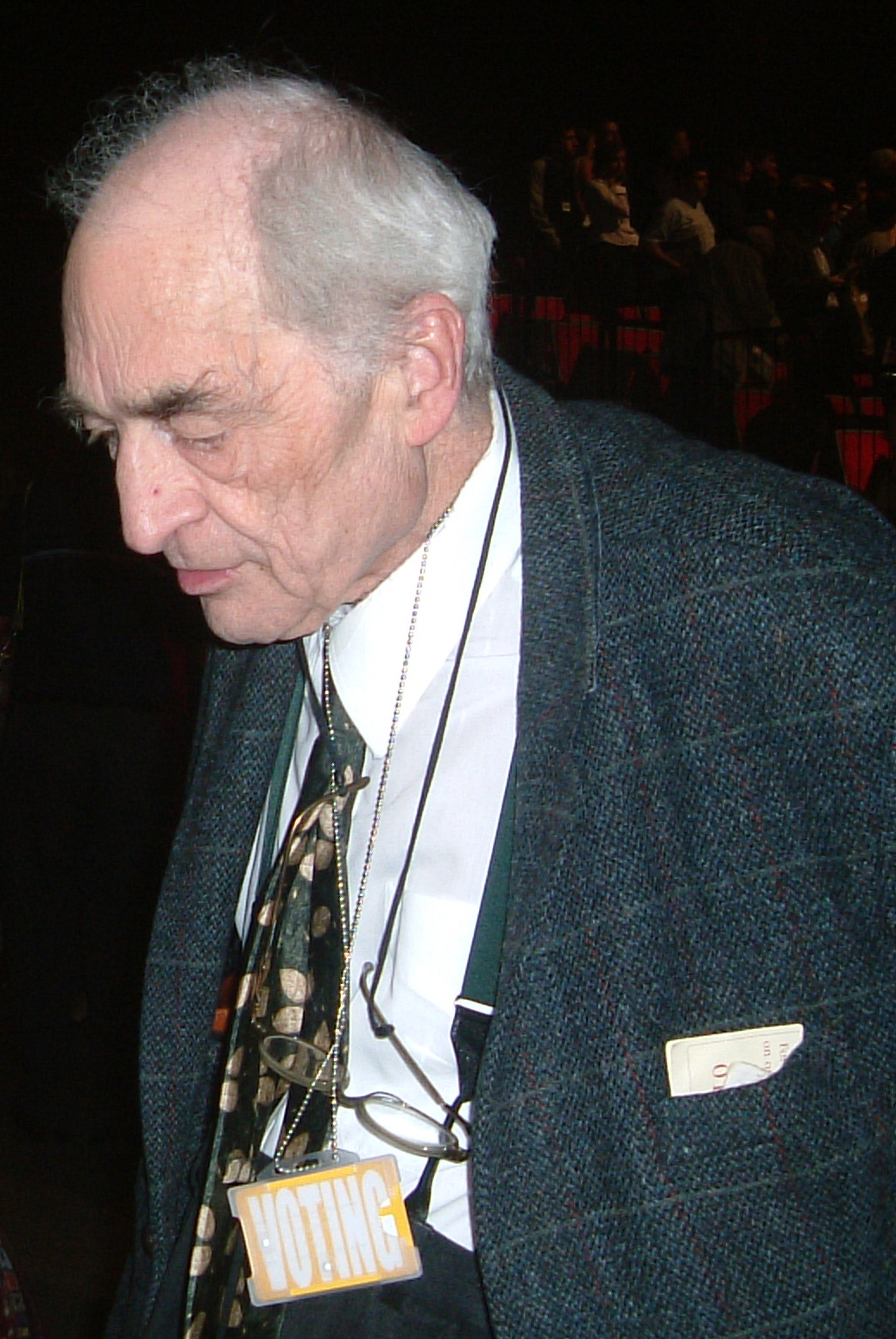
Конрад Рассел, 5-й граф Рассел (1937—2004)

- 1861—1878: Джон Рассел, 1-й граф Рассел (18 августа 1792 — 28 мая 1878), третий сын Джона Рассела, 3-го герцога Бедфорда
- 1878—1931: Фрэнсис Стэнли Рассел, 2-й граф Рассел (12 августа 1865 — 3 марта 1931), старший сын Джона Рассела, виконта Амберли (1842—1876), старшего сына предыдущего
- 1931—1970: Бертран Артур Уильям Рассел, 3-й граф Рассел (18 мая 1872 — 2 февраля 1970), младший брат предыдущего
- 1970—1987: Джон Конрад Рассел, 4-й граф Рассел (16 ноября 1921 — 16 декабря 1987), единственный сын предыдущего от первого брака
- 1987—2004: Конрад Себастьян Роберт Рассел, 5-й граф Рассел (15 апреля 1937 — 14 октября 2004), единственный сын 3-го графа Рассела от третьего брака, единокровный брат предыдущего
- 2004—2014: Николас Рассел, 6-й граф Рассел (1968 — 17 августа 2014), старший сын предыдущего
- 2014 — настоящее время: Джон Фрэнсис Рассел, 7-й граф Рассел (род. 19 ноября 1971), младший брат предыдущего

В настоящее время 7-й граф Рассел женат и имеет двух дочерей, но у него нет сыновей.